# Motståndsmannen Vilhelm Moberg
Motståndsmannen Vilhelm Moberg är en biografisk bok från 1997 av Johan Norberg utgiven på Timbro förlag. Boken är Johan Norbergs debut. 
Johan Norbergs tes är att Vilhelm Moberg var liberal. Som stöd för detta anför han bland annat Mobergs antinazism och antikommunism, samt kritik mot statskyrkan, monarkin och den reglerade ekonomin samt hans stöd för kommersiell tv och svenskt Nato-medlemskap.
Boken startade en kulturdebatt om Mobergs politiska tillhörighet.